# Voivodato de Trakai
El voivodato o palatinado de Trakai, o voivodato de Troki (en lituano: Trakų vaivadija, en latín: Palatinatus Trocensis, en polaco: Województwo trockie), fue una división administrativa y gobierno local del Gran Ducado de Lituania desde 1413 hasta 1795.

## Historia

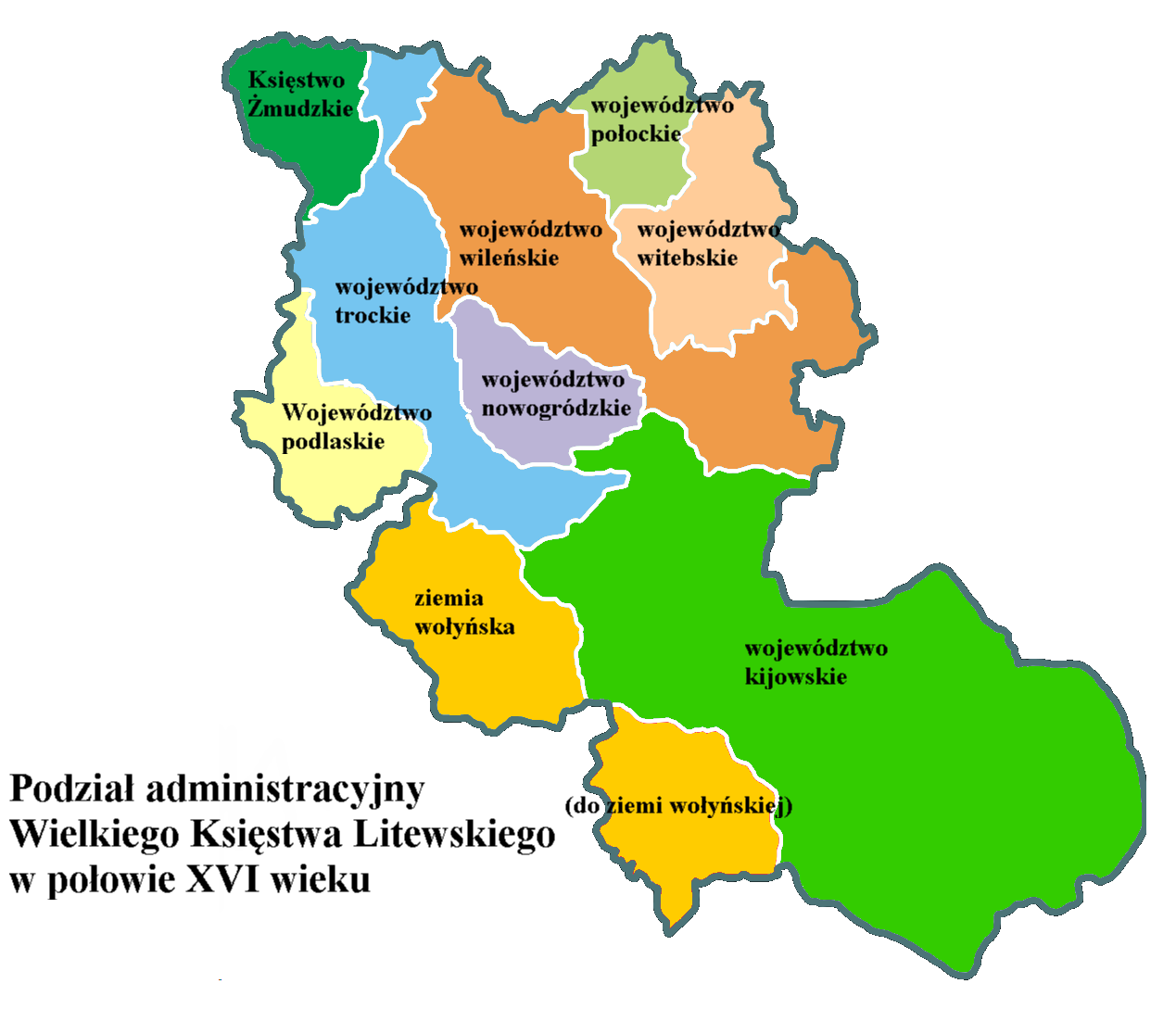
Voivodato de Trakai (en color celeste) a mediados del, como parte del Gran Ducado de Lituania

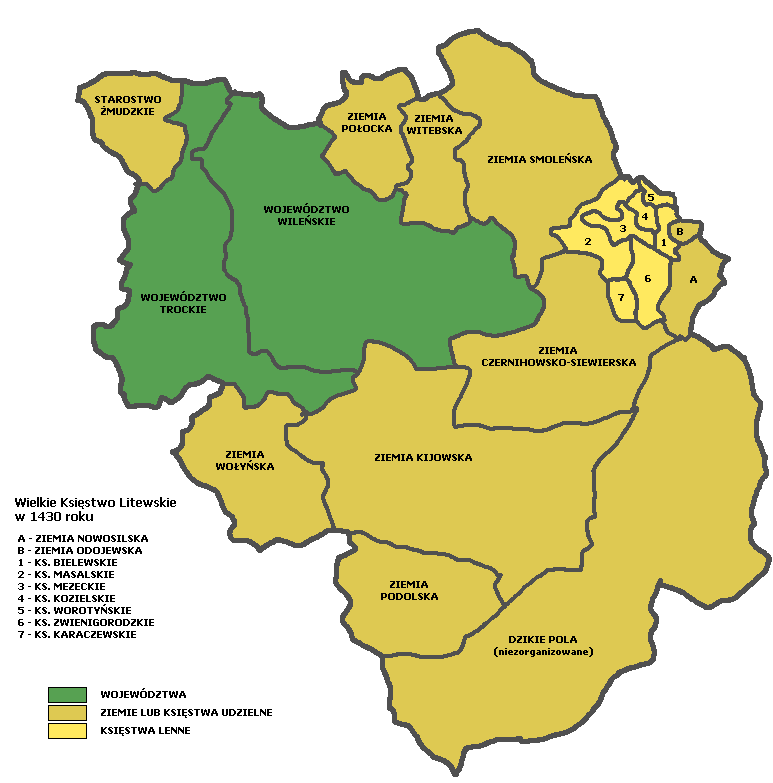
Voivodato de Trakai en 143 (en color verde al oeste del Voivodato de Vilna) siendo una de las divisiones administrativas más grandes del Gran Ducado de Lituania.

El voivodato de Trakai junto con el voivodato de Vilna fue establecido por el Gran Duque de Lituania Vytautas el Grande en 1413 según la Unión de Horodło. Vytautas copió el sistema polaco de división administrativa para centralizar y fortalecer el gobierno. El voivodato de Trakai reemplazó al antiguo ducado de Trakai, que estaba gobernado directamente por el Gran Duque o su pariente cercano (hermano o hijo). El duque de Trakai ( en latín: dux Trocensis   ) fue reemplazado por funcionarios designados: voivodas y su adjunto castellano .
El voivodato se dividió en cuatro powiats: Grodno, Kaunas, Trakai (gobernado directamente por el voivoda) y Upytė. Las ciudades más grandes del voivodato eran Kaunas, Grodno y Trakai.
La parte occidental del voivodato fue dividida en 1513 por Segismundo I el Viejo y transferida a la Corona polaca. Fue organizado como el voivodato de Podlaquia. En 1793, los condados de Grodno, Sokółka y Wołkowysk, éste del voivodato de Nowogródek, se fusionaron en el voivodato de Grodno.
Después de la Unión de Lublin, el voivodato, junto con todo el Gran Ducado de Lituania, pasó a formar parte de la Mancomuniad polaco-lituana hasta las particiones de Polonia en 1795. La mayor parte del territorio se convirtió en parte del Imperio ruso (gobernaciones de Grodno y Vilna), mientras que los territorios al oeste del río Niemen, formaron parte de la provincia de Prusia Oriental.

## Voivodas
El voivoda de Trakai (en polaco: Wojewoda trocki, en lituano: Trakų vaivada) fue una de las oficinas estatales más importantes del Gran Ducado de Lituania. Fueron designados de familias de magnates prominentes y compitieron solo con el voivoda de Vilna y los Grandes Cancilleres por el poder y el prestigio. Los voivodas eran miembros ex officio del Consejo de los Lores de Lituania. Los voivodas tenían su residencia en la ciudad de Trakai, cerca del lago Galvė, al norte del castillo de la península de Trakai.

### Lista de voivodas
- Jonas Goštautas (1440)
- Iwaszko Moniwidowicz (1443-1458)
- Rádvila Astikas (1466-1477)
- Martynas Goštautas (1480-1483)
- Jan Zabrzeziński (1498-1505)
- Olbracht Gasztołd (Albrecht Goštautas) (1519-1522)
- Konstanty Ostrogski (1522-1530)
- Stanisław Gasztołd (Stanislovas Goštautas) (1542)
- Mikołaj Krzysztof "el huérfano" Radziwiłł (1590-1604)
- Janusz Skumin Tyszkiewicz (1626-1640)
- Piotr Pac (X 1640-VII 1642)
- Mikolaj Abramowicz (1647-1651? )
- Marcjan Ogiński (desde 1670)
- Tadeusz Franciszek Oginski (1770-1783)
- Józef Mikołaj Radziwiłł (desde 1788)